# توم ستورم
توم ستورم هو لاعب بلياردو أمريكي ‏ سويدي، ولد في 18 مارس 1965 في Borlänge ‏ في السويد.